# Lespezi
Lespezi est une commune roumaine située dans le județ de Iași.